# Film d'art

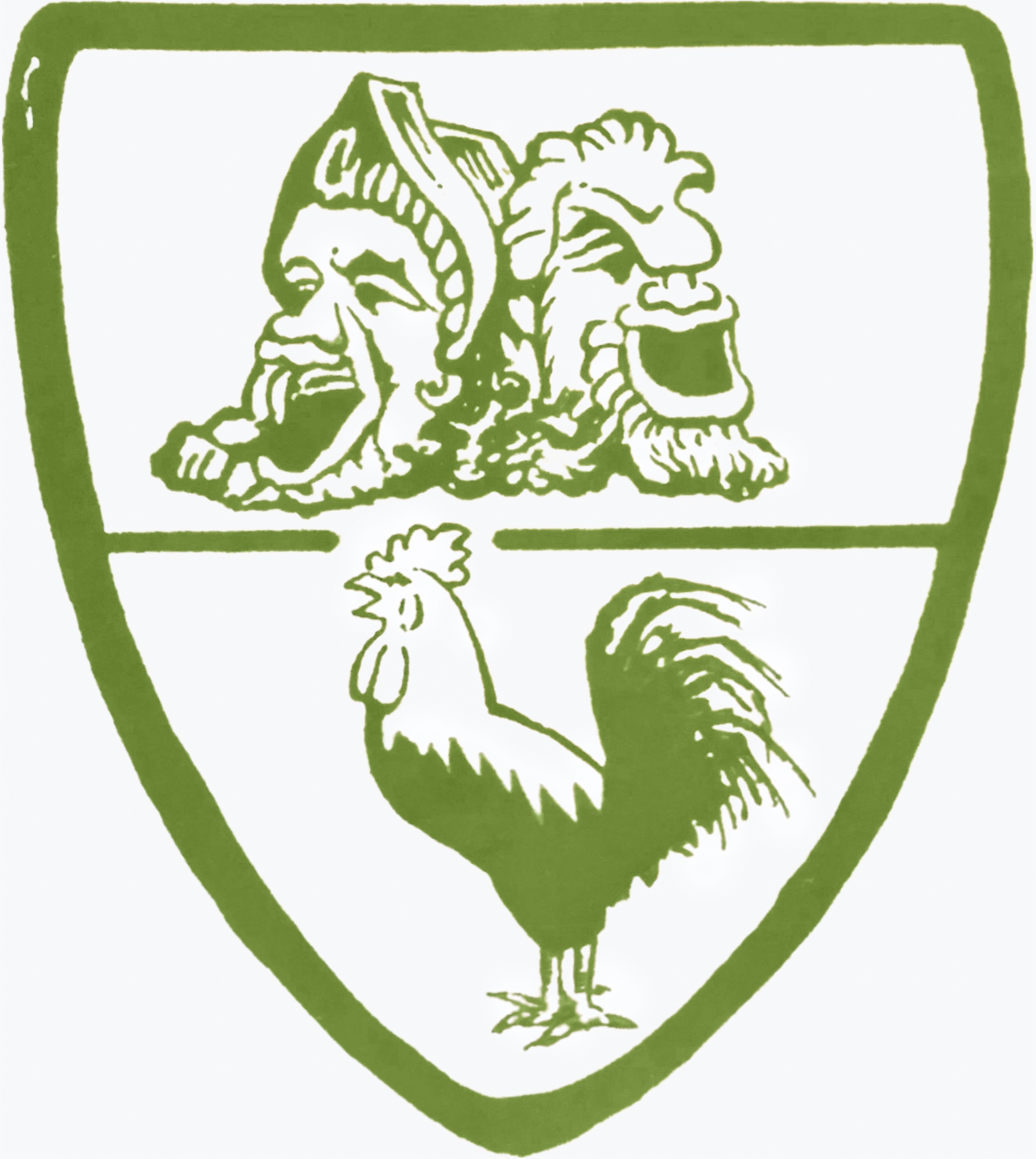
Recreación del logotipo de un cartel de película de 1909.

El Film d'art fue una corriente cinematográfica iniciada en la década de 1910 creada por un grupo de actores de comedia que buscaban atraer al público burgués y aristócrata que hasta entonces desdeñaba el cine por considerarlo un espectáculo popular. Su idea era crear un cine histórico y literario y utilizaron para ello directores, actores y escenógrafos de teatro. 

## Contexto histórico
En sus comienzos, el cine era un espectáculo que se desarrollaba en ferias, ofreciendo al público producciones cortas que no superaban los 15 minutos y giraban en torno a historias cómicas casi grotescas o melodramas. El cinematógrafo era una diversión para plebeyos y despreciado por los intelectuales. Con el tiempo el público comienza a cansarse de este juguete óptico que ofrecía siempre lo mismo. 
Para salvar al cine de esta crisis de público, se crea la Sociedad Productora de Film D’Art formada por un grupo de banqueros y los hermanos Laffité. Esta corriente comenzó en Francia en 1908 con, entre otras, el estreno de la película El asesinato del duque de Guisa en París. 

## Características
Los Hermanos Laffité consideraron que para superar la crisis de argumentos faltos de imaginación, que estaban atravesando las producciones cinematográficas, se debía recurrir a los grandes temas del teatro clásico, a los escritores famosos colocándolos en el rol de guionistas y a los actores de la Comédie-Française para prestigiar y enaltecer al cine. La Sociedad Film D’Art se proponía hacer del cine un arte, poniendo punto final al anonimato artístico. El 17 de noviembre de 1908, se presentó en la sala Charras, de París, el primer programa de la sociedad Film D’Art, cuyo plato fuerte era El asesinato del duque de Guisa, escrita por Henri Lavedan. 
Algunos de los encargados en realizar los argumentos fueron: Anatole France, Victorien Sardou, Edmond Rostand y Jules Lemaître, todos provenientes del mundo de la literatura. Las películas de esta corriente eran poco originales, teatrales y estereotipadas. Las tomas se realizaban con cámara fija, plantada desde la posición ideal de un espectador en la tercera fila de una platea. Sin embargo, fueron las primeras superproducciones, con películas que llegaron a durar más de 2 horas. Más tarde el cine norteamericano usó algunos métodos de esta corriente. 

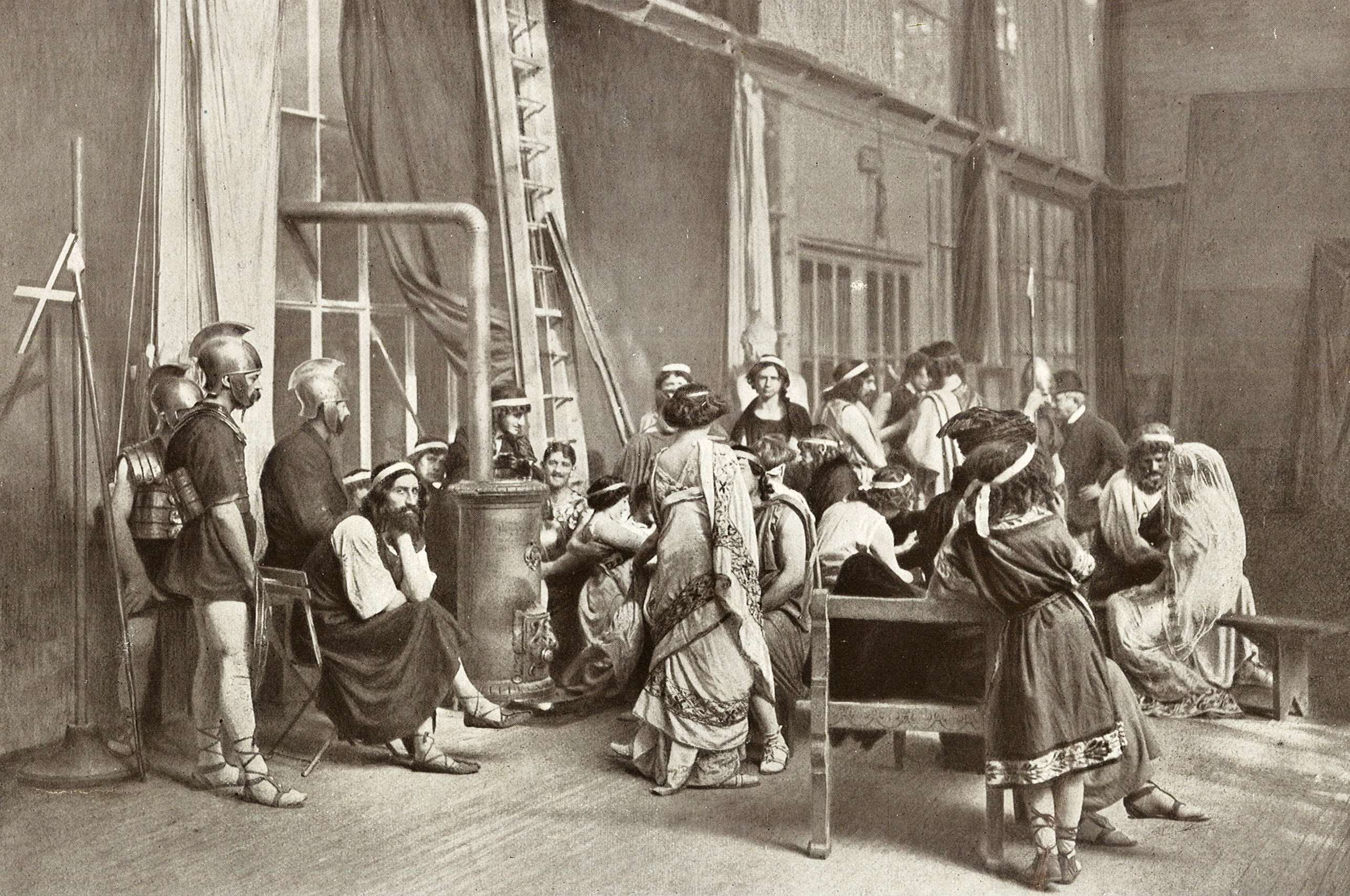
Ilustración de los estudios del Film D'Art en Neully

Fue un freno abrupto en la evolución del lenguaje cinematográfico, ya que se retornó a los tiempos del cine-teatro de Georges Méliès encerrando la cámara en decorados de estudios, renunciando a sus posibilidades creadoras. Sin embargo, de esta forma se logró superar la crisis de público, instaurando un star system y consolidando al cine como un arte digno de la nobleza. 

## Películas
- El asesinato del duque de Guisa, de André Calmette, Charles Le Bargy (1908)
- El retorno de Ulises, de León Gaumont (1909)
- Macbeth, de Louis Feuilliade (1909)
- La reina Elisabeth, de Louis Mercanton (1912)